# Tiger – Die Kralle von Kreuzberg
Tiger – Die Kralle von Kreuzberg ist eine von Cemal Atakan verkörperte Kunstfigur in Video-Produktionen und einer Radio-Comedy im Hörfunkprogramm des RBB. Seit Dezember 2006 lief die Sendung einmal wöchentlich im gemeinsamen Vormittagsprogramm „Süpermercado“ von Radio Multikulti und Funkhaus Europa von WDR und Radio Bremen. Zuvor verfolgten mehr als durchschnittlich 3.000 Zuschauer das Videoformat Tiger – Das Herz vom Kiez auf Internetseiten wie YouTube.

## Inhalt
„Tiger“ ist laut Drehbuchautor Murat Ünal ein sympathisch angelegtes Großmaul, das sich – was Ordnung und Sicherheit in seinem Umfeld angeht – für unentbehrlich hält. Aufgrund einer vom Kiezleben geprägten Lebensphilosophie und Weltsicht sorgt der Protagonist jedoch meist für Chaos und Unfrieden. Ünal nennt seine Figur einen „Was-willsu-hast-du-n-Problem-Türken“, das seien „Leute, die ihr Minderwertigkeitsgefühl kompensieren wollen und sich selber was vorlügen“.

## Hintergrund
Ursprünglich hatten Atakan und Ünal die Sendung für das Fernsehen konzipiert; die angesprochenen Produktionsfirmen und Sender hatten Anfang 2006 jedoch kein Interesse an der Idee gezeigt, obwohl sich die Fernsehzuschauer wegen Serien wie „Türkisch für Anfänger“, dem „König von Kreuzberg“ und „Alle lieben Jimmy“ für Geschichten über das türkische Leben in Deutschland zu interessieren begannen. So nutzten die Macher die alternative Sendeform Internet, wo laut Angaben des RBB die Multikulti-Redaktion die Sendung entdeckt habe, nachdem sie dort bereits „Kultstatus erreicht“ hätte.
Als Videoformat lief die Reihe Tiger – Die Kralle von Kreuzberg seit 2006 neben Youtube auch auf MySpace, MyVideo und Tagworld. Noch vor dem Start der Reihe im Radio hatte der Klingelton-Anbieter Jamba einen Vertrag mit Ünal geschlossen, um Sprüche und Folgen von Tiger als Handy-Klingelton oder Video zum Download anbieten zu können. Nach Angaben von Ünals eigener Produktionsfirma „Desire Media“ sind inzwischen die Videos auch außerhalb des Internets über den frei über Satellit empfangbaren Spartensender JambaTV zu sehen, zudem war Mitte 2007 die Produktion einer Kinoverfilmung geplant. Seit 2007 erscheinen Hörfunksendung und Videofassung unter dem gleichen Namen.
Im EM-Film 23 Tage von Detlev Buck spielt Tiger mit seinem „Süper EM-Stüdyo“ eine tragende Rolle.
2009/2010 gab es auch die Süper Tiger Show aus dem Hinterhof-Stüdyo in Kreuzberg auf dem Sender ZDFneo. Tiger empfing Gäste aus Film, Sport und Unterhaltung.

## Auszeichnungen
2007 wurde die Episode „KGPA – Konkret Gute Preis Ahmed“ für den Civis-Medienpreis nominiert.